# Edward Willem Janzen
Willem Edward Janzen (Amsterdam, 20 mei 1920 – Loosdrecht, 13 april 1945) was een Nederlandse verzetsstrijder tijdens de Tweede Wereldoorlog. Janzen was de laatste agent die door Bureau Inlichtingen werd geparachuteerd. Dit was in de nacht van 11 op 12 april 1945 in de omgeving van Hilversum. Hij was bestemd om het radiocontact te gaan verzorgen tussen de spionagegroep de “Geheime Dienst Nederland” en het BI in Eindhoven. Janzen landde na zijn sprong in het water van de Loosdrechtse Plassen. Door het gewicht van zijn zware bepakking was hij niet in staat om zich op tijd van zijn parachute te ontdoen en kwam hij door verdrinking om het leven.

## Opdracht
Janzen werd in Londen opgeleid tot agent van Bureau Inlichtingen (BI). Het BI werkte nauw samen met de Engelse Secret Intelligence Service (SIS). Na zijn opleiding tot radiotelegrafist/codist was hij gereed om boven bezet Nederland te worden geparachuteerd. Tijdens zijn radiocontacten met het BI zou hij gebruikmaken van de codenamen; Popeye, Noordewind en Eddy de Vries. Janzen werd onder de schuilnaam “Piet Smit” naar bezet Nederland uitgezonden en had de opdracht om het radiocontact te verzorgen tussen de spionagegroep de “Geheime Dienst Nederland” en het BI in Eindhoven.

## Aan boord van het vliegtuig
In de nacht van 11 op 12 april 1945 maakten zich drie parachutisten gereed om in de omgeving van Hilversum, boven het afwerpterrein “Popeye”, te worden afgeworpen. Het waren de agenten Frans Dekker en Johan Greidanus van het Bureau Bijzondere Opdrachten (BBO) en Edward Willem Janzen van het Bureau Inlichtingen. Om de twee agenten van het BBO, met hun zware bepakking en leg-bags voorrang te verlenen, was er onderling afgesproken dat Janzen als laatste zou springen. Om 22:45 uur deden de agenten hun leg-bags en parachutes aan. Intussen was het boordpersoneel in het vliegtuig druk bezig om de pakken en containers van voor naar achteren te verplaatsen. De pakken en containers werden door het boordpersoneel dicht bij het luik neergezet om te worden afgeworpen. Door de aanwezigheid van de lading was de doorgang bij het luik voor de parachutisten erg smal geworden. Het boordpersoneel maakte een zenuwachtige indruk tijdens de werkzaamheden. Dekker en Greidanus gingen achter elkaar bij het geopende luik staan. Om 23:25 uur zagen ze een receptielicht vanaf het afwerpterrein in het geopende gat schijnen. Bij controle van de parachutes constateerde Dekker dat de leg-bags niet aan het harnas waren bevestigd en dat de static-line niet goed ingehaakt was aan de lijn van het vliegtuig. Dekker wurmde zijn benen in het gat. Het commando “Go!” weerklonk. Hij liet zijn leg-bag zakken en maakte zijn sprong. Zijn parachute opende zich. In de verte zag hij de lichtbakens van het afwerpterrein dichterbij komen. Hij constateerde dat hij achterlangs inkwam. Het vliegtuig verdween en Dekker zag dat er niemand uit het toestel sprong.

## Op het afwerpterrein
Op 8 april 1945 was er bij de ontvangstploeg van het afwerpterrein “Popeye”, middels een telegram, het bericht binnengekomen dat er in de nacht van 11 op 12 april 1945 op het afwerpterrein, in de omgeving van Hilversum, bij de Loosdrechtse Plassen, drie parachutisten en een lading containers met daarin wapens en munitie zouden worden afgeworpen. In het bericht werd tevens medegedeeld dat het vliegtuig dat de dropping zou uitvoeren ten behoeve van het afwerpen van de drie agenten en het grote aantal containers verschillende malen zou overvliegen. Zodoende stond op het afgesproken tijdstip de ontvangstploeg van de Loosdrechtse illegaliteit, onder leiding van J. Zeldenrijk, op het terrein gereed om de parachutisten en de lading te ontvangen. De ontvangstploeg zag het vliegtuig in de richting van de lichtbakens van het afwerpterrein vliegen. Bij de eerste vlucht over het terrein werd geen lading afgeworpen. Bij de tweede vlucht werd Dekker afgeworpen. Dekker landde in de hoek van het terrein in een sloot. De leden van de ontvangstploeg bevrijdden de ongelukkig neergekomen Dekker uit zijn benarde positie. Later bleek dat zijn leg-bag tijdens de landing was losgeraakt en dat zijn uitrusting verloren was gegaan.
Het vliegtuig kwam voor de derde keer overvliegen. Tijdens deze vlucht werd vanaf 125 meter hoogte een lading containers geparachuteerd. Na de vierde vlucht werd een aantal pakketten afgeworpen. Daarna vloog het vliegtuig dwars over het terrein heen. Er werd niets meer afgeworpen en het vliegtuig verdween uit het zicht in westelijke richting. Voor de agent Dekker was het een raadsel waarom zijn beide collega’s niet waren afgeworpen. Er was ook niemand van de ontvangstploeg die Greidanus en Janzen aan hun parachutes hadden zien landen. Samen met Dekker zochten de leden van de ontvangstploeg gedurende enkele uren het gehele terrein af. Toen de twee parachutisten niet werden gevonden, werd Dekker door de leden van de Loosdrechtse illegaliteit naar een onderduikadres in Loosdrecht gebracht.

## Twee agenten vermist
De twee agenten bleven de bewuste nacht vermist. De nachtmerrie van iedere militaire parachutist in oorlogstijd was voor de beide agenten werkelijkheid geworden. Op 12 april 1945 ontdekte een zeilster tijdens een zeiltocht op de Loosdrechtse Plassen het drijvende en ontzielde lichaam van een man. De drenkeling was gekleed in een camouflageoverall. Na identificatie en een telegramwisseling met het hoofdkwartier van het BBO bleek het om Johan Greidanus te gaan. Greidanis was zonder dat zijn parachute was opengegaan regelrecht in het water van de Loosdrechtse Plassen terechtgekomen. Het lichaam van Greidanus werd door de Loosdrechtse illegaliteit geborgen en tijdelijk op de begraafplaats van Oud-Loosdrecht begraven. Het lichaam van Janzen spoelde een dag later aan. Bij de berging van het lichaam droeg hij geen parachutetuig. Het vermoeden bestaat dat hij in het donker in het water van de Loosdrechtse Plassen is geland en dat hij door het gewicht van zijn zware bepakking niet in staat was zich op tijd van zijn parachute te ontdoen waardoor hij door verdrinking om het leven is gekomen. Janzen werd tijdelijk naast zijn collega Greidanus begraven. Met het einde van de oorlog in zicht was door een noodlottig ongeluk een einde gekomen aan het leven van twee jonge mannen die zich veel moeite hadden getroost om voor de bevrijding van hun land vrijwillig naar bezet Nederland terug te keren. Achteraf zal het altijd wel een raadsel blijven waarom de Royal Air Force, die altijd zeer selectief te werk ging met het goedkeuren van het afwerpterrein, het gevaarlijke afwerpterrein in de omgeving van het watergebied accepteerde. Er dienden naast de drie parachutisten, behalve 24 containers ook nog zeven pakketten te worden afgeworpen.